# Счетоводен баланс
Счетоводният баланс е техническо средство за реализиране на способа на балансовото обобщаване. Термин е от финансовото счетоводство и управленското счетоводство.
По своята същност това е инструмент за получаване на счетоводна информация, която се отличава със следните характеристики:
- статична информация за състоянието на активите, пасивите и собствения капитал на предприятието към определен момент;
- обобщена информация по раздели, групи и статии (еднородни показатели) за активите, пасивите и собствения капитал на предприятието;
- организирана информация с обективнo равенствo: Сумата на активите е равна на сумата на собствения капитал плюс сумата на пасивите.{\displaystyle \sum _{i=1}^{n}A_{i}=\sum _{j=1}^{m}CK_{j}+\sum _{k=1}^{l}\Pi _{k};}

Забележка. {\displaystyle CK_{j}} не е произведение на {\displaystyle C.K_{j}}, а означава {\displaystyle j} на брой елементи от състава на собствения капитал (СК).

## Структура и състав

### Актив и пасив
Активът отразява имуществото на предприятието и позициите се подреждат според ликвидността на активите, като се започва от най-неликвидните активи и се стига до най-ликвидните. Пасивът е дясната страна на счетоводния баланс и отразява източниците на финансиране за това имущество – собствени и чужди.